# René Bruyez
Pour les articles homonymes, voir Bruyez.
René Jean-Baptiste Eugène François Charles Bruyez, né le 19 octobre 1886 dans le 15e arrondissement de Paris et mort le 23 juillet 1969 dans le 14e arrondissement, est un poète, dramaturge, et journaliste français. Il avait épousé Graziella Leder (1895-1991).

## Biographie
René Bruyez est l’auteur du Triomphe du silence (1930-1), de Jeanne et la Vie des autres (1938, Prix Brieux de l’Académie Française et Prix d'Académie 1939) et Le Conditionnel passé. 
Propagandiste au ministère de l’information sous le régime de Vichy, il est l'auteur du « Credo du Français » et était chargé de l'organisation du Noël du Maréchal Pétain.

## Pour approfondir